# 庄内交通
庄内交通株式会社（しょうないこうつう、英称：Shonai Kotsu Co.,ltd.）は、山形県鶴岡市に本社を置くバス事業者。山形県庄内地方を中心に路線網を持つ。

## 概要
1943年10月1日、戦時統合によって庄内地方における地方私鉄会社であった庄内電鉄とバス会社であった鶴岡合同自動車、鶴岡出羽自動車、酒田乗合自動車、本間自動車商会の合併によって資本金150万円で庄内交通として設立される。戦後、出羽三山参詣を目的とする有料道路である羽黒山有料道路、湯殿山有料道路の供用を開始したほか、乗客も年々増加し運輸事業者として安定した成長を遂げた。
しかし、昭和40年代に入り庄内地方にもモータリゼーションの波が押し寄せ、その影響から乗合バスの乗客は右肩下がりとなり、1972年には給与の遅配などから組合が半月にわたりストライキを行い、会社存亡の危機に立たされた。この事態を受け当時の役員は総退陣した。以後、庄内交通は主力銀行の荘内銀行からの支援を得ながら借入金の整理や事業の再編に取り組み、1975年3月31日には不採算となっていた鉄道事業の湯野浜線を廃止したほか、遊休不動産の処分も進めた。またバス事業のみでは、会社を安定的に継続させることは困難であるとの認識から、新たな収益源として社有地の再開発へと乗り出した。

## 不動産事業
この方針に則り、鶴岡市錦町にバスターミナル併設のショッピングセンター（SC）として庄交モール（現：エスモール）を建設。同SCは1978年11月にダイエー鶴岡店をキーテナントとして開業した。またSCに近接してホテルも建設し、1981年4月7日、子会社の庄交開発が第一ホテルとの提携によって運営する第一イン鶴岡(現：東京第一ホテル鶴岡）も開業した。さらに1991年10月の庄内空港開港を見据え同ホテルに接続しホテルアネックスとオフィス層からなる鶴岡SSビルを建設したほか、同空港開港にあたっては全日空と庄内地区総代理店契約を締結し、グランドハンドリングおよびリムジンバス運行も開始した。これらに加え、慢性的な路線バス事業の低迷に対処するため、赤字路線を子会社を設立して移管。地域密着を図るべく、あつみ交通、庄交小型バス、羽越観光バス、松山観光バス等を設立した。

### 多角化
かつては総合生活サービス企業を標榜し多角化を進め、1988年には庄交ストアを設立。同社がダイエーとFC契約を結び、湯野浜店（鶴岡市）、亀ヶ崎店（酒田市）などを開業した。また朝日村（現：鶴岡市）に開設した庄交ファミリースキー場の運営を目的に庄交索道も設立したほか、フィットネスクラブのプラスワンの運営も開始した。
さらに1993年10月26日には、山形自動車道鶴岡インターチェンジの供用開始を見込み、近隣にドライブイン形式の大規模な物産店舗として庄内観光物産館を開業した。このほか1996年4月には、鶴岡市、金融機関等と共に設立した第三セクター「庄内フィッシング・ビレッジ」が運営する『釣りバカ日誌』の主人公・浜ちゃんをシンボルとした釣り文化の展示や物販を行う「出羽庄内釣りバカ会館」を鶴岡市伊勢原町にオープンさせたが、入館者が想定を大幅に下回り赤字がかさんだため、2001年に同館は閉館した。これら以外にもゴルフ練習場など、最盛期にはグループ企業を23社ほど擁していた。
2003年5月1日、庄内交通は不動産や流通部門を切り離し、バス事業など旅客部門に特化し、財務基盤の安定と収益力の増強を目的に庄交コーポレーションを設立。庄内交通はバス運行に専従する体制となった。2006年10月1日、庄内交通とバス事業4社および生活関連会社を統合し、あらたに純粋持株会社として庄交ホールディングス（庄交HD）を設立。庄交HDは完全子会社として庄内交通を新設した。

## 沿革

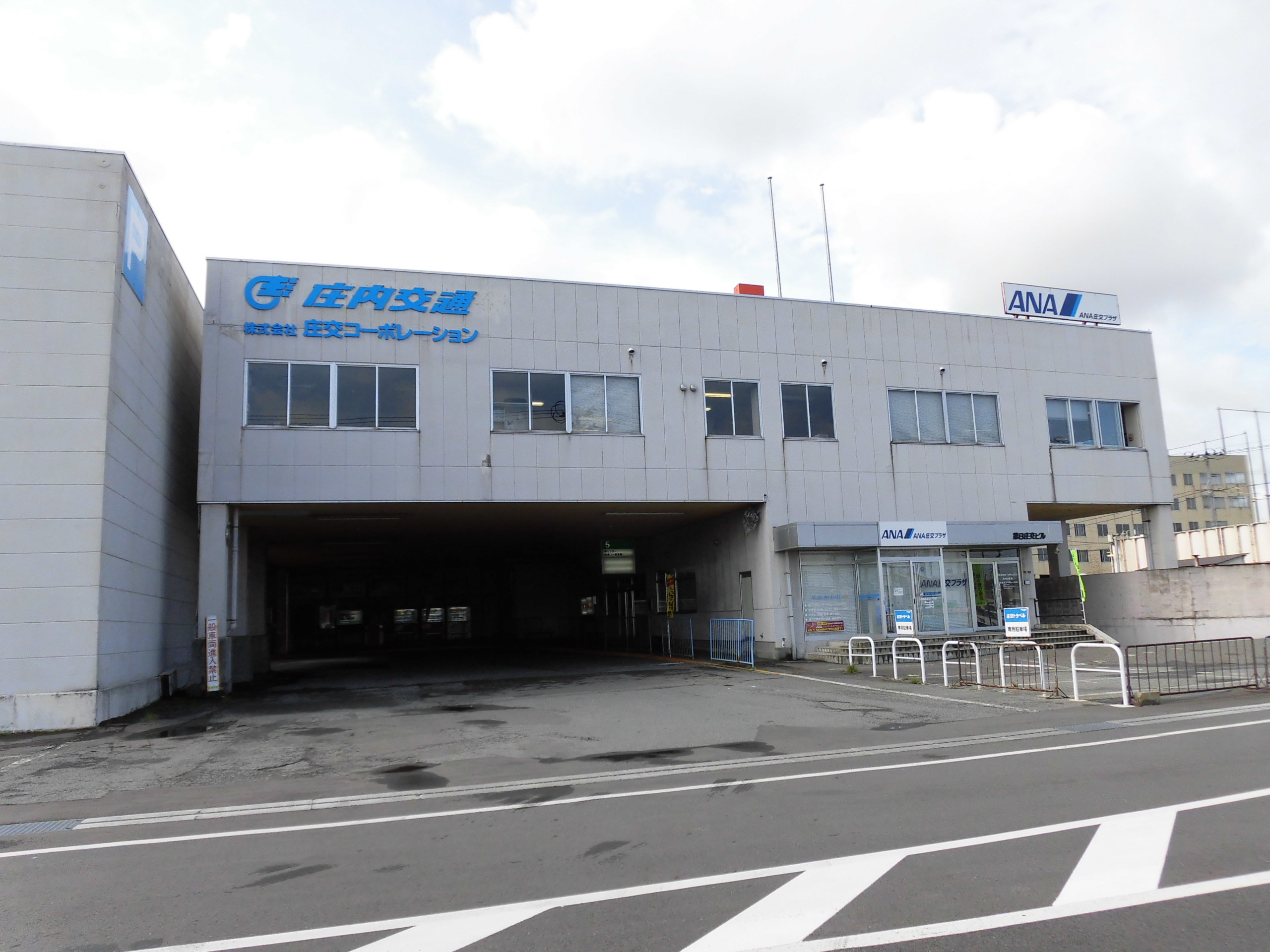
庄内交通本社

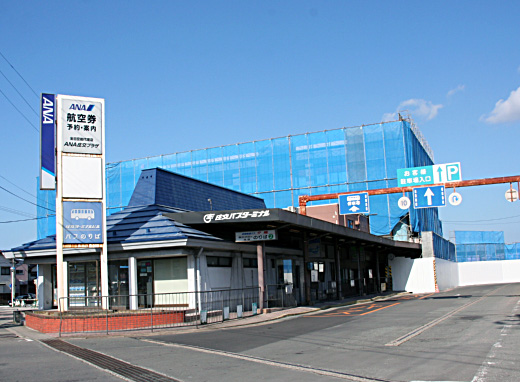
庄交バスターミナル（2007年1月撮影）

- 1928年（昭和3年）9月8日 - 庄内電気鉄道株式会社が設立。
- 1929年（昭和4年）12月8日 - 湯野浜線開業。
- 1934年（昭和9年）5月14日 - 庄内電鉄株式会社に社名変更。
- 1943年（昭和18年）10月1日 - 庄内電鉄とバス事業者4社が合併して、新たに庄内交通株式会社を設立。
- 1946年（昭和21年）8月5日 - 酒田営業所落成、竣工式挙行[11]。
- 1957年（昭和32年）8月15日 - 羽黒山有料道路供用開始。
- 1963年（昭和38年）10月1日 - 湯殿山有料道路供用開始。
- 1964年（昭和39年）11月 - 余目営業所開業[12]。
- 1968年（昭和43年）5月1日 - 八幡営業所開業[13]。
- 1975年（昭和50年）3月31日 - 湯野浜線廃止、鉄道事業より撤退[14]。
- 1976年（昭和51年）11月1日 - 温海営業所移転[15]。
- 1978年（昭和53年）11月4日 - 庄交モール（ダイエー鶴岡店、現・エスモール）開業。
- 1981年（昭和56年）
  - 4月7日 - 第一イン鶴岡（現・東京第一ホテル鶴岡）開業。
  - 9月26日 - 庄交ターミナルビル（酒田大沼→ダイエー酒田店）開業。
- 1982年（昭和57年）11月 - 二階建てバス導入[16]。
- 1988年（昭和63年）10月25日 - 渋谷 - 鶴岡・酒田間の夜行高速バス「日本海ハイウェイ夕陽号」を東京急行電鉄（当時）との共同運行で開業。
- 1989年（平成元年）8月4日 - 酒田・鶴岡 - 仙台線運行開始。
- 1991年（平成3年）10月1日 - 庄内空港開港。空港連絡バス運行開始。
- 1992年（平成4年）10月1日 - 赤羽・大宮 - 鶴岡・酒田間の夜行高速バス「庄内・日本海ハイウェイ夕陽号」を国際興業バスとの共同運行で開業。
- 1993年（平成5年）10月26日 - 大型ドライブイン「庄内観光物産館ふるさと本舗」オープン[17]。
- 2002年（平成14年）
  - 8月31日 - 庄交モールの核店舗だった、ダイエー鶴岡店が閉店。
  - 10月26日 - エスモール（旧・庄交モール）をリニューアルオープン。
- 2003年（平成15年）5月15日 - 不動産事業部を存続会社の株式会社東京第一ホテル鶴岡へ吸収させ、株式会社庄交コーポレーションとした。
- 2005年（平成17年）8月31日 - 庄交ターミナルビルの核店舗だった、ダイエー酒田店が閉店。
- 2006年（平成18年）10月1日 - 庄内交通とバス事業者4社、生活関連会社を統合して、庄交ホールディングスを設立。子会社として新たに庄内交通株式会社を設立。
- 2014年（平成26年）4月1日 - バス事業者3社（庄内交通観光バス・あつみ交通・あさひ交通）を再合併[18]。
- 2016年（平成28年）11月4日 - 朝日営業所廃止。
- 2017年（平成29年）
  - 4月1日 - 酒田・鶴岡 - 仙台国際空港線の運行を開始[19]。
  - 4月28日 - 酒田・鶴岡 - 京都・なんば線を運行開始[20]。
  - 10月1日 - 夕陽号が東京ディズニーランド発着便を新設[21]。
- 2018年（平成30年）
  - 2月15日 - 鶴岡市の市街地を走る路線バスの一部区間で、中学生から大学生までの運賃を一律100円とするサービスを開始[22][23]。
  - 3月31日 - この日の営業をもって平田地域の3路線と平田営業所を廃止[24]。
- 2021年（令和3年）
  - 3月9日 - 山交バス・庄内バス・JR東日本の3者は、山交バスおよび庄内交通の両社が運行する乗合バス全路線、山形市コミュニティバス、高瀬線(紅花バス)、「べにちゃんバス」（高瀬線、べにちゃんバスどちらも、山交バスに運行委託）に「地域連携ICカード」を導入し、2022年春頃を目途にサービスを開始する事を発表した[25]。
  - 11月4日 - 地域連携ICカードの名称が「cherica」（庄内交通発行のカードは「shoko cherica」）に決まったと発表[26]。
- 2022年（令和4年）
  - 5月14日 - 地域連携ICカード「shoko cherica」のサービス開始[27]。
  - 8月1日 - 酒田庄交バスターミナルがミライニパークビルに移転。
  - 10月 - 利用者の頭打ちや減少に伴う対策として、鶴岡市内循環線の車両を小型化し、路線の細分化と本数や停留所を増やした結果、2023年には利用者が2万9千人と例年の3倍にまで大幅に増加し、需要の掘り起こしにに成功した。一日12便行われていた大型バスでの運行を止め、2022年10月からワゴン車（トヨタ・ハイエース）に変更し、地域の医療機関やスーパーマーケットなど日常生活に利用しやすい路線変更を行った上で一日48便と従来の4倍に増やした結果、わずか半年で例年の利用者を大幅に更新する結果となった。鶴岡市は車社会であるため、高齢者の免許返納に伴う生活の足として増便を決断した[28][29]。

## 営業所・案内所
- 鶴岡営業所
  - 山形県鶴岡市錦町4-35
- 温海営業所
  - 山形県鶴岡市湯温海字嶽の腰47-1
- 酒田営業所
  - 山形県酒田市北浜町2-89
- 仙台営業所
  - 宮城県名取市美田園七丁目2-5
- エスモールバスターミナル
  - 山形県鶴岡市錦町2-60
- 酒田ミライニバスターミナル
  - 山形県酒田市幸町一丁目10-26

## バス路線

### 高速バス
< >内は共同運行会社。
- 夕陽号 <国際興業バス> （夜行便）
  - 酒田・鶴岡 - 東京（渋谷駅・池袋駅・大宮駅/新宿駅・東京駅・秋葉原駅・上野駅・東京ディズニーランド）
- 本荘 - 酒田・鶴岡 - 仙台線 （夕陽号） <宮城交通、山交バス、羽後交通>
- 酒田・鶴岡 - 山形線（112高速バス） <山交バス>
- 酒田・鶴岡 - 仙台国際空港線
  - 2017年（平成29年）4月1日 - 1日2往復で運行開始[30]。
  - 2017年（平成29年）12月1日 - 1日1往復に減便[31]。
  - 2019年（平成31年）4月1日 - 仙台国際空港線が仙台 - 酒田・本荘線と路線統合。1往復（庄内交通便）が仙台国際空港発着となる[32]。

#### 廃止路線
- 酒田・鶴岡 - 京都・なんば線 <南海バス>
  - 2017年（平成29年）4月28日 - 運行開始。
  - 2020年（令和2年）3月23日 - 新型コロナウイルスの影響による移動需要の減少をふまえ、この日より同年4月23日出発便まで[33]（その後「当面の間」に延長）[34]運休。
  - 2024年（令和6年）12月1日 - 路線廃止[35]。

### 庄内空港リムジンバス
庄内空港発着の東京便に合わせて運行される。かつて運行されていた札幌便にも接続していたが、IBEXによる大阪便には接続していなかった（そのため、予約制の乗り合いタクシーの利用が推奨されていた）。
- 鶴岡市内⇔庄内空港
  - エスモールバスターミナル - 鶴岡駅前 - 宝田二丁目 - 宝田一丁目 - イオンモール三川前 - 庄内空港
- 酒田市内⇔庄内空港
  - ゆたか1丁目 - 酒田駅前 - 山居倉庫前 - 公益文科大学前 - 庄内空港

空港方面行は大通り商店街・ホテルリッチ&ガーデン酒田前を、酒田方面行は酒田市役所前・酒田中町をそれぞれ経由。

### 一般路線
〈○○/○○〉は左右いずれかを経由、《○○》は一部の便が経由。
通学時間帯においては、鶴岡中央高校や酒田光陵高校を始終着または経由する便がある。
経路中の太字の区間内は自由乗降区間。

#### 鶴岡⇔酒田
- 外内島 - 鶴岡駅前・エスモールバスターミナル - 日本海総合病院 - 酒田駅前
  - 011：外内島 - 鶴岡駅前 - エスモールバスターミナル - 三川町役場前 - 庄内総合支庁前 - イオンモール三川 - イオン酒田南店 - 日本海総合病院 - 酒田駅前 - 庄交バスターミナル - ゆたか町
  - 012：外内島 → 鶴岡駅前 → エスモールバスターミナル → 三川町役場前 → 庄内総合支庁前 → イオンモール三川 → イオン酒田南店 → 日本海総合病院 → 酒田駅前 → 庄交バスターミナル → 酒田駅前 → 総合文化センター → 酒田光陵高校
  - 013：外内島 - 鶴岡駅前 - エスモールバスターミナル - 三川町役場前 - 庄内総合支庁前 - イオンモール三川
  - 014：イオンモール三川 - イオン酒田南店 - 日本海総合病院 - 酒田駅前 - 庄交バスターミナル - ゆたか町
    - 2021年10月1日 - 鶴岡⇔酒田の直通運転から、イオンモール三川で乗り継ぐ運行形態に変更。ただし、平日朝夕の一部便については、引き続き直通運転を行うが、系統番号はイオンモール三川を境に変更される。
    - 2022年4月1日 - 直通運転を行う便については、鶴岡⇔酒田を通しの系統番号（011、012）とする形に変更。

#### 鶴岡管内

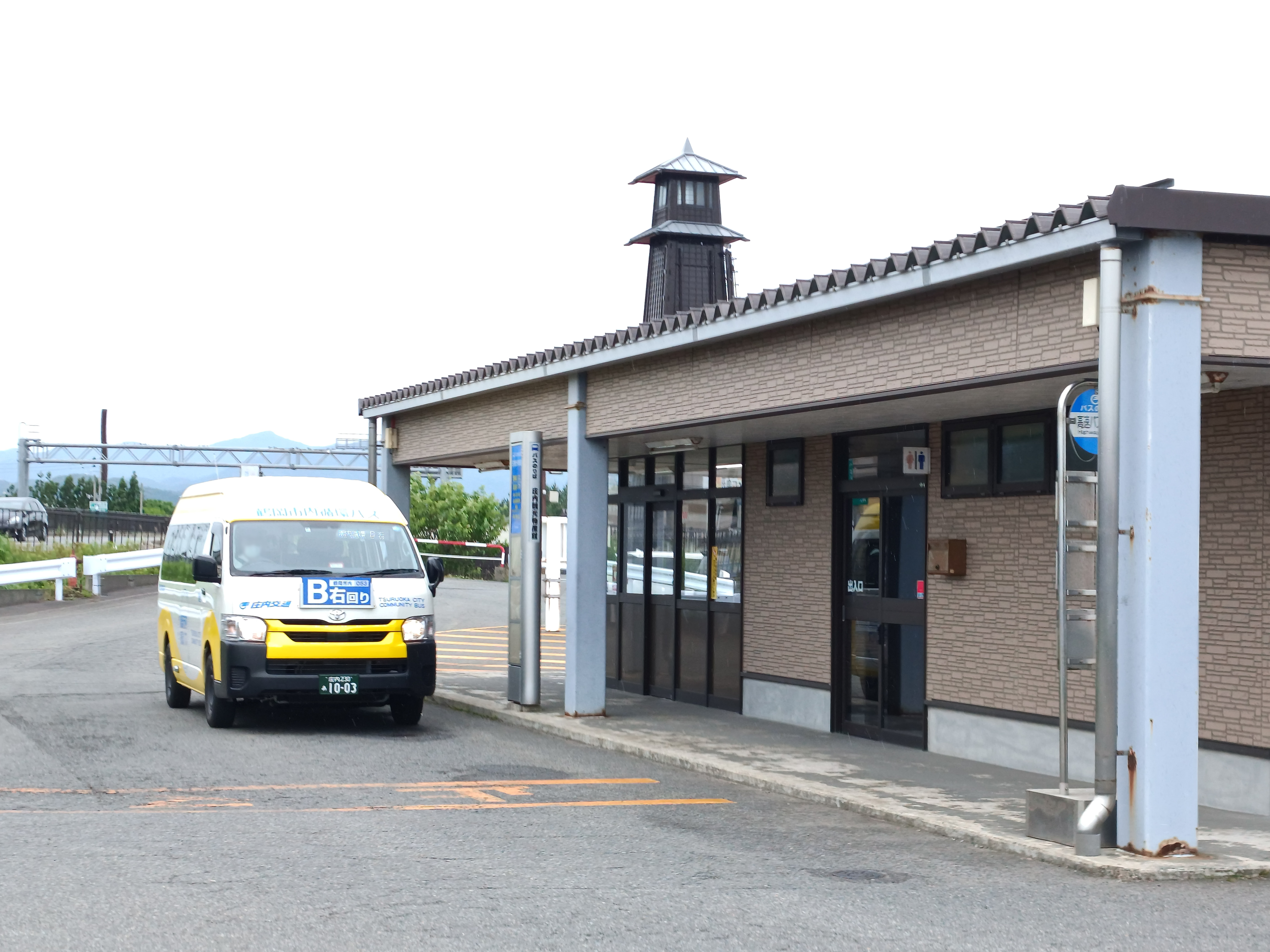
庄内観光物産館にて停留中のコミューター（2023年6月11日）

- 鶴岡市内循環線
2022年10月1日にそれまでの「鶴岡市内廻り」を再編し3ルートとし、1日計12便を計48便に大幅増便。同時に車両も12名乗りワゴン車（トヨタ・ハイエースコミューター）に変更、狭い道路への乗り入れを可能にし、停留所数も58から79に増やした[36]。また沿線への個別訪問など需要開拓も進めた結果、再編1ヶ月で前年同期比3倍の利用者数となるなど再編の効果を発揮している[37]。運賃は1乗車300円均一であるが、車内での両替やICカードへのチャージは不可となっている[36]。
  - 051（鶴岡市内循環Aコース右回り）：エスモールバスターミナル → 鶴岡駅前 → 南ショッピングセンター前 → 協立病院前 → サウスモールみーな → 鶴岡市役所前 → 荘内病院→  鶴岡駅前 → エスモールバスターミナル
  - 052（鶴岡市内循環Aコース左回り）：エスモールバスターミナル → 鶴岡駅前 → 荘内病院 → 鶴岡市役所前 →サウスモールみーな → 協立病院 →南ショッピングセンター前 → 鶴岡駅前 → エスモールバスターミナル
  - 053（鶴岡市内循環Bコース右回り）：エスモールバスターミナル → 鶴岡駅前 →  鶴岡市役所前 → 図書館前 →ウエストモール → 庄内観光物産館 → 合同庁舎前 → 農学部前 → 鶴岡駅前 → エスモールバスターミナル
  - 054（鶴岡市内循環Bコース左回り）：エスモールバスターミナル → 鶴岡駅前 → 農学部前 → 合同庁舎前 →庄内観光物産館 → ウエストモール →図書館前 → 鶴岡市役所前 → 鶴岡駅前 → エスモールバスターミナル
  - 055（鶴岡市内循環Cコース右回り）：エスモールバスターミナル → 鶴岡駅前 → 鶴岡市役所前 → 協立病院 → 小真木原町 → 荘内病院 → 鶴岡駅前 → エスモールバスターミナル
  - 056（鶴岡市内循環Cコース左回り）：エスモールバスターミナル → 鶴岡駅前 → 荘内病院 → 小真木原町 → 協立病院 → 鶴岡市役所前 → 鶴岡駅前 → エスモールバスターミナル

- エスモールバスターミナル・鶴岡駅前 - （庄内観光物産館） - 善宝寺 - 湯野浜温泉
  - 031：湯野浜温泉 → 善宝寺 → 愛宕神社前 → 鶴岡市中央公民館 → 鶴岡市役所前 → 鶴岡駅前 → エスモールバスターミナル
  - 033：エスモールバスターミナル - 鶴岡駅前 - 鶴岡市役所前 - 鶴岡市中央公民館 - 庄内観光物産館 - 愛宕神社前 - 善宝寺 -　湯野浜温泉
    - 庄内交通湯野浜線の廃止代替バスである。
- エスモールバスターミナル・鶴岡駅前 - （庄内観光物産館） - 加茂水族館 - 湯野浜温泉
  - 032：エスモールバスターミナル - 鶴岡駅前 - 鶴岡市役所前 - 鶴岡市中央公民館 - 美咲東通り - 愛宕神社前 - 加茂水族館 -　湯野浜温泉
  - 034：エスモールバスターミナル - 鶴岡駅前 - 鶴岡市役所前 - 鶴岡市中央公民館 -（ 美咲東通り ←） 庄内観光物産館 - 愛宕神社前 - 加茂水族館 -　湯野浜温泉
- （中央高校）エスモールバスターミナル・鶴岡駅前 - 庄内観光物産館 - あつみ温泉
  - 061：エスモールバスターミナル - 鶴岡駅前 - 鶴岡市役所前 - 庄内観光物産館 - 水沢駅口 - 由良温泉 - 三瀬 - 五十川駅前 - あつみ温泉駅 - 温海営業所
  - 092：061 → エスモールバスターミナル → 中央高校
    - 学校休校期間中運休
- （こころの医療センター）・（中央高校） - エスモールバスターミナル・鶴岡駅前 - 湯田川温泉 - 坂の下 - 越沢
  - 071：エスモールバスターミナル - 鶴岡駅前 - 国立高専前 - （湯田川温泉リハビリテーション病院） - 湯田川温泉
  - 072：坂の下 → 湯田川温泉 → 湯田川温泉リハビリテーション病院 → 国立高専前 → 鶴岡駅前 → エスモールバスターミナル
  - 073：エスモールバスターミナル - 鶴岡駅前 - 国立高専前 -（← 湯田川温泉リハビリテーション病院 ←）湯田川温泉 - 坂の下 - 越沢
  - 074：湯田川温泉 → 湯田川温泉リハビリテーション病院 → 国立高専前 → 鶴岡駅前 → エスモールバスターミナル → こころの医療センター
  - 075：こころの医療センター - エスモールバスターミナル - 鶴岡駅前 - 国立高専前 （→ 湯田川温泉リハビリテーション病院 ）- 湯田川温泉 - 坂の下
  - 076：こころの医療センター → 073
  - 092：073 → エスモールバスターミナル → 中央高校
- エスモールバスターミナル・鶴岡駅前 - 羽黒随神門 - 羽黒山頂 ⇒ 月山八合目
  - 041：エスモールバスターミナル - 鶴岡駅前 - 羽黒庁舎前 - 羽黒高校前 - 羽黒随神門 - いでは文化記念館前
  - 043：羽黒山頂 - 荒沢寺・ビジターセンター前 - 月山八合目
    - 季節運行

  - 044：（041 - ）いでは文化記念館前 - 羽黒随神門 - 荒沢寺・ビジターセンター前 - 羽黒山頂
    - 2021年10月1日 - 041系統の終点を『羽黒随神門』から『いでは文化記念館前』へ延長
- エスモールバスターミナル・鶴岡駅前 - 上田沢 - 大鳥
  - 322：エスモールバスターミナル → 鶴岡駅前 → 朝日庁舎 → 上田沢
  - 324：エスモールバスターミナル - 鶴岡駅前 - 朝日庁舎 - 上田沢 - 西大鳥
- （中央高校）エスモールバスターミナル・鶴岡駅前 - 大網
  - 326：（中央高校 ← ）エスモールバスターミナル - 鶴岡駅前 - サウスモールみ～な - 南工業団地 - 朝日スポーツセンター前 - 月山あさひ博物村 - 田麦俣
- エスモールバスターミナル・鶴岡駅前 - 藤島 - 清川
  - 081：エスモールバスターミナル - 鶴岡駅前 - 藤島駅前 - 藤島庁舎前 - 立川庁舎前 - 狩川駅前 - 清川駅 - 清川（ - 清川八郎記念館）
    - 土休日運休
    - 清川 - 清川八郎記念館は季節運行
    - かつては戸沢村の白糸の滝ドライブイン - 古口乗船所まで運行された。
- エスモールバスターミナル・鶴岡駅前 - 松根
  - 321：エスモールバスターミナル - 鶴岡駅前 - サウスモールみ～な - くしびき温泉ゆ～Town
    - 土休日運休
- エスモールバスターミナル・鶴岡駅前 - 落合
  - 329：エスモールバスターミナル - 鶴岡駅前 - サウスモールみ～な - 協立リハビリ病院 - 落合 - 朝日庁舎前

#### 廃止路線
利用客の減少により、断続的に路線廃止・運行区間の短縮が行われている。
廃止時期不明
- 温海営業所 - あつみ温泉駅 - 小岩川駅前 - 鼠ケ関駅前 - 府屋駅前 - 山北役場前
- 酒田駅前 - 吹浦 - 鉾立（鳥海ブルーライン快速バス）
- ゆうすい - 遊佐役場前 - 遊佐駅 - 遊佐中学校前 - 上山崎 - 桝川 - 吹浦駅 - 菅原医院（デマンドバス）

2013年3月31日廃止
- ゆたか町 - 庄交バスターミナル - 酒田駅前 - 中町/本町荘銀前 - 旧工業高校 - 六ツ新田 - 中藤崎 - 南山 - 吹浦駅 - 十六羅漢
- 大通り商店街 - 中町/本町荘銀前 - 酒田駅前 - 庄交バスターミナル - 旧工業高校 - 六ツ新田 - 鳥海学園前 - 中藤崎 - 遊佐駅 - エルパ

2014年9月30日廃止
- エスモール - 鶴岡駅前 - 大山 - 加茂 - 油戸

2015年2月28日廃止
- エスモール - 鶴岡駅前 - 美原町 - 稲生一丁目 - 稲生二丁目 - 鶴岡病院 - 新山鉱泉

2018年3月31日廃止・運行区間短縮
- 砂越駅前 - 平田総合支所前 - 新山 - 上茗ヶ沢 - 山元 - 小林
- 砂越駅前 - 平田総合支所前 - 新山 - 仁助新田 - 中の俣（円能寺）
- 砂越駅前 - 平田総合支所前 - 新山 - 仁助新田 - 海ヶ沢
- 205：温海川長元屋 → 温海営業所 → 温海庁舎前 → あつみ温泉駅
- 207：（強竜寺 → 戸沢 → 山五十川 → 五十川駅 → あつみ温泉駅 → 温海庁舎前 → ）温海営業所 → 温海川長元屋
  - 207系統を除く4路線は全線廃止、207系統は同日付けで温海営業所 → 温海川長元屋間の運行取りやめ。

2019年3月31日運行区間短縮
- 326：（（中央高校 ← ）エスモールバスターミナル - 鶴岡駅前 - サウスモールみ～な - 南工業団地 - 朝日スポーツセンター前 - 大網局前） - 月山あさひ博物村 - 田麦俣
  - 大網局前 - 田麦俣間の運行取りやめ。

2019年9月30日廃止
- 酒田市内廻りA・Bコース：庄交バスターミナル - 酒田駅前 - 酒田医療センター前 - イオン酒田南店 - 日本海総合病院 - 古荒新田 - 富士見町 - 酒田駅前 - 庄交バスターミナル

2020年3月31日運行区間短縮
- 081：外内島 - サウスモールみ～な - 鶴岡市役所前 - 荘内病院 - エスモールバスターミナル - 鶴岡駅前 - 藤島駅前 - 藤島庁舎前 - 立川庁舎前 - 狩川駅前 - 清川駅 - 清川（ - 清川八郎記念館）
  - 外内島 - エスモール間の運行取りやめ。

2020年9月30日廃止
- 201：温海営業所 - 温海庁舎前 - あつみ温泉駅 - 五十川駅前 - 山五十川 - 戸沢 - 強竜寺
- 202：温海営業所 - 温海庁舎前 - あつみ温泉駅 - 小岩川駅前 - 鼠ケ関駅前 - イオンタウンあつみ - 平沢
- 203：温海営業所 - 温海庁舎前 - あつみ温泉駅（ - 温寿荘前（正面玄関）） - 温寿荘前 - 小国 - 越沢 - 関川
- 204：温海営業所 - 温海庁舎前 - あつみ温泉駅（ - 温寿荘前（正面玄関）） - 温寿荘前 - 小国 - 越沢
- 206：エスモールバスターミナル - 鶴岡駅前 - 国立高専前 - 湯田川温泉 - 坂の下 - 越沢 - 関川
  - これにより、庄内交通は温海地区ローカル線の運行から撤退した。

2021年9月30日廃止
- 042：エスモールバスターミナル - 鶴岡駅前 - 羽黒庁舎前 - 羽黒高校前 - 羽黒随神門 - 荒沢寺・ビジターセンター前 - 羽黒山頂

2022年3月31日廃止、路線短縮
- 015：イオンモール三川 → イオン酒田南店 → 日本海総合病院 → 酒田駅前 → 庄交バスターミナル → 酒田駅前 → 総合文化センター → 酒田光陵高校
- 311：エスモールバスターミナル - 鶴岡駅前 - 美原町 - 三中前 - 金峯登山口 - 机
- 312：エスモールバスターミナル - 鶴岡駅前 - 美原町 - 小真木原運動公園前 - 金峯登山口 - 机
- 321：（エスモールバスターミナル - 鶴岡駅前 - サウスモールみ～な - くしびき温泉ゆ～Town） - 上松根
  - ゆ～Town - 上松根の間を廃止。

2022年7月31日廃止
- 411：ゆたか町 - 庄交バスターミナル - 酒田駅前 - 浜中 - 湯野浜温泉
- 412：湯野浜温泉 → 浜中 → 酒田駅前・庄交バスターミナル → 酒田光陵高校前
- 431：ゆたか町 - 庄交バスターミナル - 酒田駅前 - イオン酒田南店 - 日本海総合病院 - 新堀 - 局 - 余目駅前
- 432：特別支援学校前 - ゆたか町 - 庄交バスターミナル - 酒田駅前 - イオン酒田南店 - 日本海総合病院 - 新堀 - 局 - 余目駅前
- 441：ゆたか町 - 庄交バスターミナル - 酒田駅前 - 砂越駅前 - 平田総合支所前 - 山寺川先
- 442：山寺川先 → 平田総合支所前 → 砂越駅前 → 酒田駅前・庄交バスターミナル → 酒田光陵高校前
- 451：日本海総合病院 - イオン酒田南店 - 酒田リハビリ病院前 - 酒田駅前 - 庄交バスターミナル - 西高グランド前 - 観音寺 - 八幡総合支所前
- 461：十里塚公民館前 - 酒田駅前・庄交バスターミナル - 酒田光陵高校前 - 古湊
- 462：十里塚公民館前 - 酒田駅前・庄交バスターミナル - 古湊
- 463：八重浜 - 十里塚公民館前 - 酒田駅前・庄交バスターミナル - 古湊
  - これにより、庄内交通が運行する酒田管内の路線は、鶴岡 - 三川 - 酒田線、酒田 - 庄内空港線の2路線のみとなった。

2022年9月30日廃止
いずれも、鶴岡市内循環線の再編によるもの。
- 鶴岡市内廻り1・2コース
  - 051：鶴岡市内廻り1コース：エスモールバスターミナル → 鶴岡駅前 → 鶴岡東高校前 → 伊勢原町 → 協立病院 → 鶴岡市役所前 → 荘内病院→  鶴岡駅前 → エスモールバスターミナル
  - 052：鶴岡市内廻り2コース：エスモールバスターミナル → 荘内病院 → 鶴岡市役所前 → 協立病院 → 伊勢原町 → 鶴岡東高校前 → 鶴岡駅前 → エスモールバスターミナル
- 鶴岡市内廻り3・4コース
  - 053：鶴岡市内廻り3コース：エスモールバスターミナル → 鶴岡駅前 → 農学部前 → 庄内観光物産館 → 協立病院 → 市役所前 → 荘内病院 → 鶴岡駅前 → エスモールバスターミナル
  - 054：鶴岡市内廻り4コース：エスモールバスターミナル → 鶴岡駅前 → 荘内病院 → 市役所前 → 協立病院 → 庄内観光物産館 → 農学部前 → 鶴岡駅前 → エスモールバスターミナル

## 有料道路事業
道路運送法に基づく一般自動車道として以下の2路線を運営している。
- 羽黒山有料道路
- 湯殿山有料道路